# NGC 7487
NGC 7487 је елиптична галаксија у сазвежђу Пегаз која се налази на NGC листи објеката дубоког неба.
Деклинација објекта је + 28° 10' 46" а ректасцензија 23h 6m 50,5s. Привидна величина (магнитуда) објекта NGC 7487 износи 13,8 а фотографска магнитуда 14,8. NGC 7487 је још познат и под ознакама UGC 12368, MCG 5-54-35, CGCG 496-43, NPM1G +27.0644, PGC 70496.